# Даниловский, Михаил Павлович
Михаил Павлович Даниловский (1921—1995) — советский и российский учёный и педагог высшей школы, кандидат технических наук, профессор. Первый ректор Хабаровского автомобильно-дорожного института (ХабАДИ), впоследствии — Хабаровского политехнического института (ХПИ; 1958—1987). Почётный гражданин города Хабаровска.

## Биография
Родился 15 октября 1921 года в селе Горно-Ананьевка, ныне в Надеждинском районе Приморского края. Родители, Павел Иванович и Елена Ананьевна, занимались сельским и лесным хозяйством, охотой. В семье было трое детей, Михаил был старшим из них. Когда ему подошло время идти в школу, семья переехала во Владивосток, где он закончил три класса начальной школы, а затем — в Хабаровск. С 8 класса учился в хабаровской школе № 33, был секретарём школьной комсомольской организации. Окончил школу с отличием.
После окончания школы Михаил решил, вместе с одноклассником, поступать в мореходное училище в Ленинграде: одноклассник поступил, а Михаил не прошёл медицинскую комиссию из-за последствий перенесенного в детстве воспаления легких. В итоге он поехал в Новосибирск, где жила его бабушка, и в сентябре 1940 года поступил в Новосибирский военный институт инженеров железнодорожного транспорта.
Участник Великой Отечественной войны, в октябре 1941 года, добровольцем ушёл на фронт. Участвовал в обороне Москвы и Сталинградской битве — первоначально получил звание замполитрука, после отмены института комиссаров был переаттестован в сержанты. Под Сталинградом воевал в танковой дивизии маршала Конева, получил тяжёлое ранение в бедро. В результате сложнейшей операции, проведённой фронтовыми хирургами, ногу удалось сохранить — однако, несмотря на настойчивые просьбы Михаила Павловича вернуть его на фронт, он был отправлен в тыл. Поступил в Казанское высшее танковое командное училище, которое окончил с отличием и был оставлен в нём командиром взвода курсантов. За боевые заслуги был награждён орденом Отечественной войны I степени, медалями «За отвагу», «За оборону Сталинграда», «За победу над Германией в Великой Отечественной войне 1941—1945 гг.».
После демобилизации в 1947 году вернулся в Хабаровск, работал инженером краевого управления лесного хозяйства. Поступил в Хабаровский институт инженеров железнодорожного транспорта, который в 1952 году окончил с отличием, затем окончил аспирантуру и остался на преподавательской работе. Проработав два года, стал заведующим кафедрой строительных конструкций.
В марте 1958 года принял предложение возглавить работу по созданию в Хабаровске нового автомобильно-дорожного института, приказом Министра высшего образования СССР № 100-к от 10 апреля 1958 года был назначен его директором. В первый год работы вуза было набрано 150 студентов по четырём направлениям — «Промышленное и гражданское строительство», «Автомобильные дороги», «Автомобильный транспорт», «Строительные и дорожные машины и оборудование». На этом посту руководил работой по строительству вузовского комплекса, формированию профессорско-преподавательского коллектива, организации учебного процесса. Эта работа дала свои результаты — вуз быстро рос. Уже в 1959 году набор студентов увеличился в три раза (со 150 до 450 человек), также в три раза возросло количество преподавателей. В 1962 году на 10 специальностей было принято уже 1550 студентов. К этому времени номенклатура факультетов вышла далеко за рамки наименования института, поэтому быстро развивающийся вуз был преобразован в Хабаровский политехнический институт.
В 1960 году успешно защитил диссертацию на соискание учёной степени кандидата технических наук на тему «Влияние жесткости узлов на напряженное состояние железобетонных предварительно напряженных ферм». Впоследствии эта диссертация послужила основой для учебного пособия «Предварительно напряженные железобетонные фермы», которая активно применялась для строительства мостов на практике.
М. П. Даниловский возглавлял ХабАДИ/ХПИ почти тридцать лет — до 1987 года. За это время была создана с нуля вся инфраструктура вуза — построен студенческий городок (1967), учебные и лабораторные корпуса, 6 студенческих общежитий, столовая, жилой 70-квартирный дом для сотрудников, гараж на 25 автомобилей. К 1987 году вуз вёл подготовку специалистов по 18 важнейшим для экономики региона специальностям. Был открыт филиал ХПИ в Магадане и научно-консультационные центры на БАМе, развернута научно-исследовательская работа по проблемам дальневосточной тематики. Только в конце 1970-х годов учеными университета были получены 72 авторских свидетельства, экономический эффект от внедрения этих научных разработок за 1976-77 годы в народном хозяйстве составил свыше 5 миллионов рублей.
М. П. Даниловский неоднократно избирался депутатом краевого Совета народных депутатов, был председателем правления Хабаровского отделения Общества «СССР-Япония». Долгое время возглавлял совет ректоров Хабаровска, стоял у истоков организации Совета ректоров учебных заведений Хабаровского края и Еврейской автономной области и был его первым председателем (1973—1986).
В 1987 году М. П. Даниловский ушёл на пенсию, его преемником на посту ректора стал В. К. Булгаков. После ухода на пенсию продолжал преподавательскую работу, заведовал кафедрой строительных конструкций ХПИ. В 1992 году, после преобразования ХПИ в Хабаровский государственный технический университет (ХГТУ) был избран его почётным ректором и председателем попечительского совета.
После полученного на войне тяжёлого ранения у Михаила Павловича часто болели ноги из-за проблем с кровообращением. Он перенёс четыре инфаркта, последний из которых — в феврале 1995 года — он так и не пережил. Похоронен на Центральном кладбище Хабаровска.

## Семья
Супруга — Лидия Ивановна Даниловская (урождённая Кузнецова), одноклассница Михаила Павловича по школе № 33, впоследствии — преподаватель ХабИИЖТ. В школе они были хорошими друзьями, дружеская переписка продолжилась и впоследствии — в военные годы. Лишь в 1945 году Михаил Павлович признался ей в любви, а в 1946 году они поженились.

## Награды
- два ордена Трудового Красного Знамени (1967, 1971)
- орден «Знак Почёта» (1961)
- орден Дружбы народов
- орден Отечественной войны I степени
- медаль «За отвагу»
- медаль «За оборону Сталинграда»
- медаль «За победу над Германией в Великой Отечественной войне 1941—1945 гг.»
- несколько юбилейных медалей СССР
- Почётный ректор ТОГУ
- Почётный гражданин Хабаровска (1993)[6]

## Память
- В 2001 году именем М. П. Даниловского была названа бывшая Политехническая улица в Северном округе Хабаровска[7].
- Установлены мемориальные доски на здании ТОГУ (ул. Тихоокеанская, 136[8]) и доме (ул. Дикопольцева, 23[9]), в котором М. П. Даниловский жил в 1977—1995 годах
- В ТОГУ установлены стипендии им. профессора М. П. Даниловского, проводятся чтения его имени
- В Хабаровске проходит турнир по боксу памяти М. П. Даниловского

### Избранная библиография
- Даниловский М. П. Влияние жесткости узлов на напряженное состояние железобетонных предварительно напряженных ферм : дис. … канд. техн. наук. — Владивосток, 1959. — 218 с.
- Даниловский М. П. Предварительно напряженные железобетонные фермы : (Конструирование и расчет) : Учеб. пособие для студентов строит. специальностей / М-во высш. и сред. спец. образования РСФСР. Хабар. политехн. ин-т. — Хабаровск : [б. и.], 1970. — 154 с
- Даниловский М. П. Железобетонные пространственные конструкции : Конспект лекций. — Хабаровск : ХПИ, 1979. — 57 с
- Разработка и исследование прогрессивных строительных конструкций из металла, железобетона и дерева для условий Дальнего Востока : отчет о НИР / Хабар. политехн. ин-т; рук. Даниловский М. П., Воронов Н. М. — Хабаровск, 1980. — 83 с.
- Проблемы совершенствования строительных конструкций на Дальнем Востоке : Сб. науч. тр. / Хабаров. политехн. ин-т; [Редкол.: М. П. Даниловский (отв. ред.) и др.]. — Хабаровск : ХПИ, 1982. — 137 с.